# Königerode
Königerode ist ein Ortsteil der Stadt Harzgerode im Landkreis Harz in Sachsen-Anhalt.

## Geografie

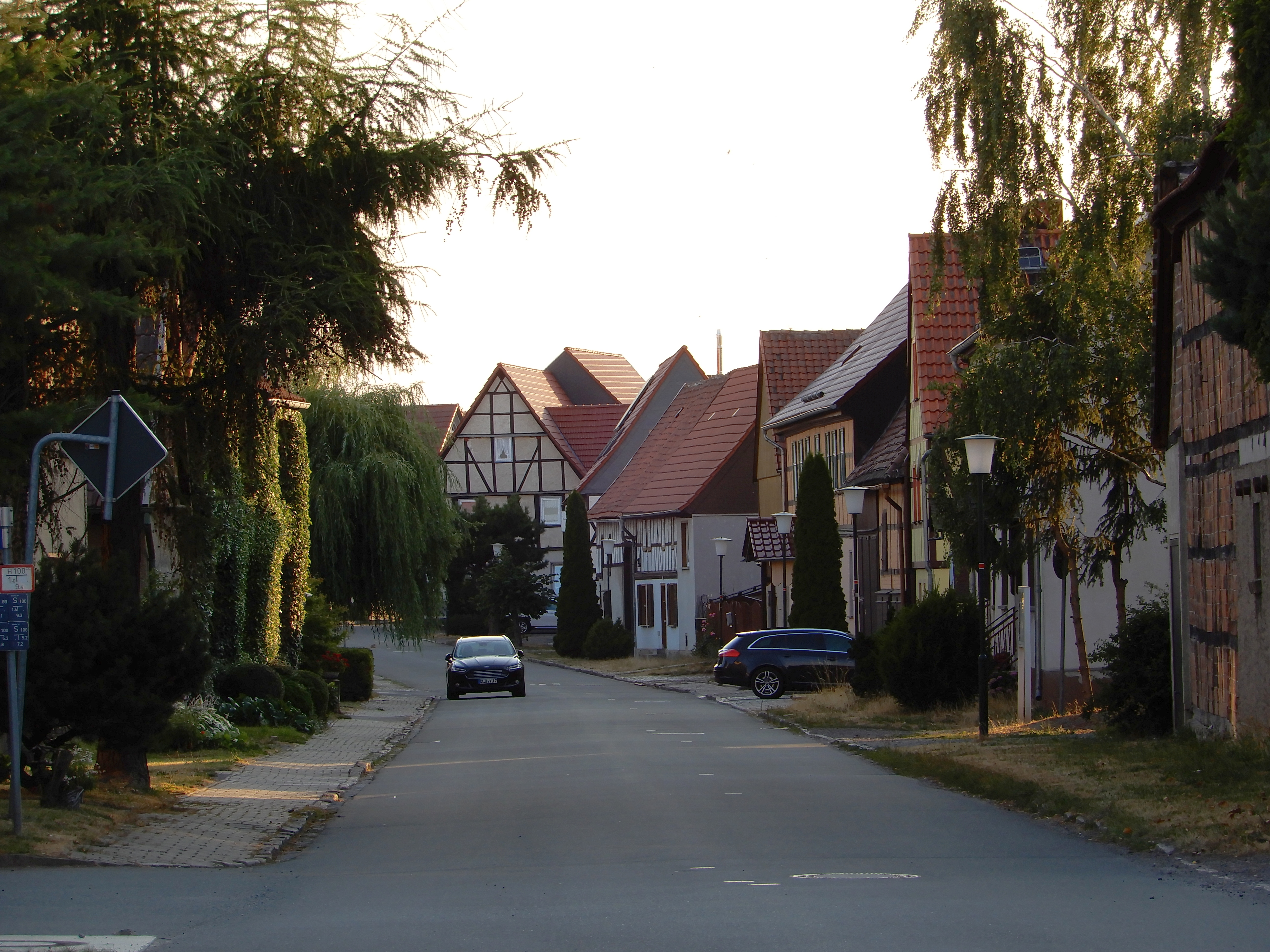
Dorfstraße

Der Ort liegt im Unterharz, zwischen dem Einetal und dem Wippertal direkt an der B 242. Naheliegende Schnellstraßen sind die Autobahnen A 36, A 38 und A 14.
Königerode ist im Nahverkehr durch Buslinien der Harzer Verkehrsbetriebe zu erreichen.
Am naheliegendsten ist für den internationalen Luftverkehr der Flughafen Magdeburg-Cochstedt.
Am Ortsausgang in Richtung Dankerode liegt der Mönchsteich, der im Sommer zum Baden genutzt werden kann. Durch seine erholsame Waldrandlage mit großen Wiesen lädt dieser in den Sommermonaten viele Besucher zum Baden, Wandern und Entspannen ein. Auch bei Anglern ist dieser durch sein großes, durchwachsenes Fischaufkommen beliebt.

## Geschichte

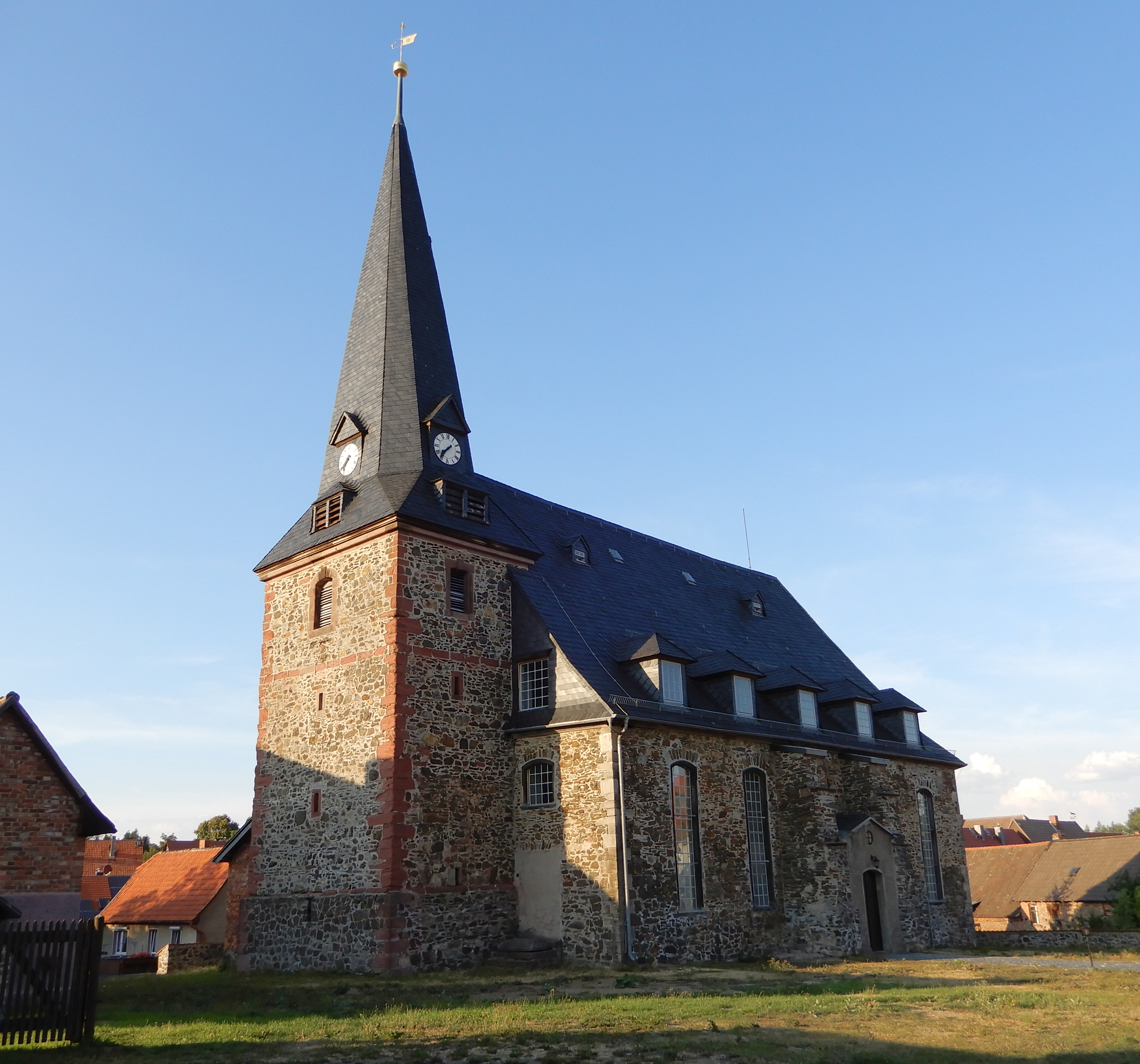
Die Dorfkirche von Königerode

Der spätere Kaiser Otto III. gestattete am 6. Januar 992 den Übergang des Hofs Walbeck an das Servatiusstift in Quedlinburg zum Zweck der Gründung eines Nonnenklosters. Unter den Besitzungen Walbecks wird auch Cuninggarod erwähnt. Es handelt sich dabei um die Ersterwähnung des Ortes. Die Namensgebung erfolgte wahrscheinlich von einer Person mit dem Namen Kunibert oder Kunigunde. Weiterhin in dieser Urkunde erwähnt wurden die östlich von Königerode liegenden Wüstungen Vitzenhagen, Schneblingen und Rodersdorf.
Von etwa 1225 bis 1400 war der Ort zu Anhalt zugehörig. Im Jahr 1400 wurde Königerode als Mitgift von Margarethe von Anhalt bei ihrer Hochzeit mit Albrecht VI. von Mansfeld Teil der Grafschaft Mansfeld, und 1506 wurde Königerode zum mansfeldischen Amt Rammelburg zugeordnet. Im Jahr 1579 fiel die Oberlehnsherrschaft über das Amt Rammelburg an das Kurfürstentum Sachsen, und 1602 wurde es an Kaspar von Berlepsch verpfändet.
In dem Zeitraum von 1708 bis 1715 wurde die Grafschaft Mansfeld mit allen Hoheitsrechten an das Kurfürstentum Hannover verpfändet. Im Jahr 1722 erfolgte die Weitergabe des Amtes Rammelburg an den Freiherrn von Friesen. Von 1807 bis 1813 gehörte Königerode unter napoleonischer Besatzung zum Kanton Wippra im Königreich Westphalen und in den Jahren 1816 bis 1944 zum Mansfelder Gebirgskreis im Regierungsbezirk Merseburg der preußischen Provinz Sachsen.
Nach zweimonatiger Besetzung durch amerikanische Truppen 1945 unterstand Königerode der Militäradministration der Roten Armee in der Sowjetischen Besatzungszone.
Im April 1950 wurde der Mansfelder Gebirgskreis aufgelöst. Nach einer Volksbefragung entschied sich die Mehrheit der Einwohner für einen Wechsel zum Kreis Quedlinburg, womit Königerode zum Bezirk Halle gehört.
Im Jahr 1992 wurde die Tausendjahrfeier mit einer Festwoche und einem Festumzug begangen.
Am 1. August 2009 schloss sich die Gemeinde Königerode mit den Städten Güntersberge und Harzgerode sowie den Gemeinden Dankerode, Schielo, Siptenfelde und Straßberg zur neuen Stadt Harzgerode zusammen.

## Politik

### Wappen
Das Wappen wurde am 11. November 1993 durch das Regierungspräsidium Magdeburg genehmigt.
Blasonierung: „Im goldenen Schild mit grünem Schildfuß, darin geschrägte goldene Rodehacken, steht eine grüne Linde mit schwarzem Stamm.“
Es mag um das Jahr 900 gewesen sein, als aus den westlichen Gebieten des damals noch nicht existenten Deutschland etwa neun bis elf landlose Bauernsöhne sich aufmachten, um in dem erst dünn besiedelten Unterharz Urwald zu roden und sich so eine neue Lebensgrundlage zu schaffen. Das Symbol der gekreuzten Rodehacken deutet auf dieses Ereignis hin. Die Tradition der Land- und Forstwirtschaft zeichnet sich bis in die heutige Zeit ab.
Der Anführer dieser Bauernsöhne wird wohl Cuno geheißen haben, denn die neue Rodesiedlung wurde zur Unterscheidung von ähnlichen Anlagen „Cuningarod“ genannt. Erstmals findet sich dieser Ortsname in einer Urkunde des erst zwölfjährigen Königs und späteren Kaisers Otto III. im Jahr 992. Aus dem ehemaligen Cuningarod entwickelte sich im Laufe der Zeit der heutige Ort Königerode.
Die Linde im Wappen ist als Gerichtslinde zu verstehen. Diese Gerichtslinde befand sich in früheren Jahren auf dem Grundstück der Familie Rausche und wurde ortsgeschichtlich oftmals erwähnt.
Die Farben der Gemeinde Königerode sind Grün-Gold (Gelb).
Die Heraldische Gesellschaft „Schwarzer Löwe“ Leipzig gestaltete das Wappen und registrierte es in der Quedlinburger Wappenrolle QWR II/90020 am 22. April 1990.

## Freizeit und Vereinsleben
Das große Dorfgemeinschaftshaus ist ein beliebter Veranstaltungspunkt im Ort, wird gern von den örtlichen Gastronomen an den Wochenenden für Veranstaltungen genutzt und bietet ca. 250 bis 500 Personen Platz.
Auf dem Festplatz läutet jedes Jahr zur Walpurgisnacht der Hexenverein „Frei & Gesetzlos“ e. V., der 2015 sein 15-jähriges Bestehen feierte, den Frühling ein. Der Verein kümmert sich um die Traditions- und Brauchtumspflege im Dorf auch unter Einbeziehung der Kinder und Jugendlichen.
Der Nikolausverein e. V. ist gemeinnütziger Verein, der jährlich am 6. Dezember örtliche Einrichtungen besucht, Kindern und älteren Leuten kleinere Geschenke zukommen lässt. Am 1. Advent veranstaltet dieser Verein den traditionellen „Nikolausmarkt“ auf dem Platz an der Bushaltestelle, bei Glühwein und dem traditionellen „Stiefelbrod“. Die Aufnahme in diesem Verein ist nur möglich, wenn man(n) den Vornamen „Klaus“ trägt. Der Verein trägt sich hauptsächlich aus Spenden örtlicher Gewerbetreibender.
Weitere Vereine sind der Reit- und Fahrverein, Blaskapelle, Pächtergemeinschaft der Jäger, Förderverein der Freiwilligen Feuerwehr, Naturfreunde und der Geflügelverein. Der Sportverein „RotWeiß“ bietet die Sportarten Nachwuchs- und Freizeitfußball, Tischtennis,
Frauengymnastik und Volleyball an.

## Persönlichkeiten

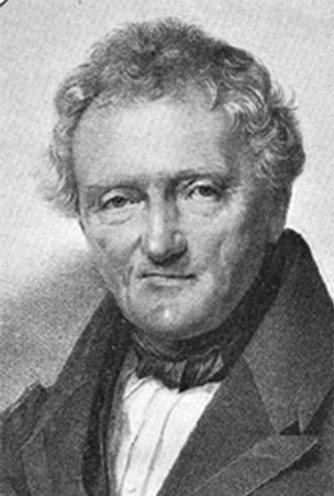
Carl Samuel Hermann (1765–1846)

### Geboren in Königerode
- Gottlieb Ludolph Krehl (1745–1823), Superintendent in Pirna
- Carl Samuel Hermann (1765–1846), Apotheker und Chemiefabrikant